# Elimination Chamber 2021
Elimination Chamber 2021 è stata la dodicesima edizione dell'omonimo pay-per-view di wrestling prodotto dalla WWE. L'evento si è svolto il 21 febbraio 2021 al Tropicana Field di Saint Petersburg (Florida).
A causa della pandemia di COVID-19, l'evento si è svolto con la sola presenza del personale autorizzato. Il pay-per-view è stato trasmesso inoltre dal Tropicana Field, dove, tramite una serie di pannelli a LED intorno all'arena, i fan da tutto il mondo hanno potuto assistere in diretta all'evento tramite collegamento remoto.

## Storyline
Il 31 gennaio 2021, nel Kick-off della Royal Rumble, la Raw Women's Champion Asuka e Charlotte Flair persero il Women's Tag Team Championship contro Nia Jax e Shayna Baszler a causa della distrazione di Lacey Evans e Ric Flair. Nella puntata di Raw dell'8 febbraio Flair e Evans si affrontarono, e a prevalere fu quest'ultima per squalifica a causa della brutalità di Charlotte, ottenendo dunque un match per il Raw Women's Championship contro Asuka per Elimination Chamber. L'incontro venne poi cancellato a causa della gravidanza di Lacey, rimasta incinta.
Nella puntata speciale Raw Legends Night del 4 gennaio Riddle sconfisse Bobby Lashley, detentore dello United States Championship, in un match non titolato. Nella puntata di Raw dell'11 gennaio i due si riaffrontarono in un match titolato, ma fu il campione a prevalere. Nella puntata di Raw del 1º febbraio Lashley fu sconfitto da Riddle per squalifica in un match. Nella puntata di Raw dell'8 febbraio Keith Lee batté Riddle, e poco dopo entrambi furono attaccati da Lashley. Di conseguenza fu sancito un Triple Threat match titolato per Elimination Chamber. Successivamente, la sera stessa, venne rivelato che Lee era indisponibile per l'incontro, e che il suo posto sarebbe stato preso da uno tra Elias, John Morrison, Mustafa Ali e Ricochet in un Fatal 4-Way match nel Kick-off dell'evento.
Nella puntata di Raw dell'8 febbraio fu annunciato un Elimination Chamber match per il WWE Championship in cui il campione Drew McIntyre dovrà difendere il titolo contro AJ Styles, Jeff Hardy, The Miz, Randy Orton e Sheamus. Nella puntata di Raw del 15 febbraio, tuttavia, The Miz si rimosse da solo dall'incontro poiché detentore del Money in the Bank, così venne sancito un incontro con Kofi Kingston in cui se The Miz avesse vinto, John Morrison avrebbe preso il suo posto. Ciò non avvenne poiché Kingston vinse la contesa, qualificandosi per l'Elimination Chamber match. Nella stessa puntata, inoltre, Sheamus vinse un Gauntlet match eliminando per ultimo Drew McIntyre e ottenendo dunque l'ultima entrata nell'Elimination Chamber match.
Nella puntata di SmackDown del 12 febbraio fu annunciato un Elimination Chamber match il cui vincitore avrebbe affrontato Roman Reigns per l'Universal Championship nella stessa serata. Nella suddetta puntata, infatti, oltre a Jey Uso e Kevin Owens (qualificatisi d'ufficio per ordine dell'official Adam Pearce) si qualificarono anche King Corbin e Sami Zayn, i quali sconfissero Dominik e Rey Mysterio, e Cesaro e Daniel Bryan, che a loro volta superarono gli SmackDown Tag Team Champions Dolph Ziggler e Robert Roode (in un match non titolato). L'Elimination Chamber, dunque, sarà tra Cesaro, Daniel Bryan, Jey Uso, Kevin Owens, King Corbin e Sami Zayn.
Nella puntata di SmackDown del 19 febbraio Bianca Belair, la SmackDown Women's Champion Sasha Banks e Reginald (valletto di Carmella) sconfissero Bayley e le Women's Tag Team Champions Nia Jax e Shayna Baszler. Di conseguenza, un match per il Women's Tag Team Championship tra le campionesse Nia Jax e Shayna Baszler e Bianca Belair e Sasha Banks venne annunciato per Elimination Chamber.

## Risultati
| #       | Match                                                                                      | Stipulazioni                                                                                         | Durata |
| ------- | ------------------------------------------------------------------------------------------ | --- | ------ |
| Kickoff | John Morrison ha sconfitto Elias, Mustafa Ali (con Retribution) e Ricochet                 | Fatal four-way match Il vincitore si sarebbe aggiunto al match per il WWE United States Championship | 7:10   |
| 1       | Daniel Bryan ha sconfitto Cesaro, Jey Uso, Kevin Owens, King Corbin e Sami Zayn            | Elimination chamber match per un match per il WWE Universal Championship                             | 34:20  |
| 2       | Roman Reigns (c) (con Paul Heyman) ha sconfitto Daniel Bryan per KO tecnico                | Single match per il WWE Universal Championship                                                       | 1:32   |
| 3       | Riddle ha sconfitto Bobby Lashley (c) (con MVP) e John Morrison                            | Triple threat match per il WWE United States Championship                                            | 8:40   |
| 4       | Nia Jax e Shayna Baszler (c) hanno sconfitto Bianca Belair e Sasha Banks                   | Tag team match per il WWE Women's Tag Team Championship                                              | 9:35   |
| 5       | Drew McIntyre (c) ha sconfitto AJ Styles, Jeff Hardy, Kofi Kingston, Randy Orton e Sheamus | Elimination chamber match per il WWE Championship                                                    | 31:10  |
| 6       | The Miz ha sconfitto Drew McIntyre (c)                                                     | Single match per il WWE Championship The Miz ha incassato il Money in the Bank                       | 0:30   |

### Elimination Chamber match diSmackDown
| N° eliminazione | Wrestler     | N° ingresso | Eliminato da | Tempo |
| --------------- | ------------ | ----------- | ------------ | ----- |
| 1°              | King Corbin  | 3°          | Cesaro       | 17:45 |
| 2°              | Sami Zayn    | 4°          | Kevin Ovens  | 25:30 |
| 3°              | Kevin Owens  | 5°          | Jey Uso      | 26:50 |
| 4°              | Cesaro       | 2°          | Jey Uso      | 32:50 |
| 5°              | Jey Uso      | 6°          | Daniel Bryan | 34:20 |
| Vincitore       | Daniel Bryan | 1°          | —            | 34:20 |

### Elimination Chamber match diRaw
| N° eliminazione | Wrestler          | N° ingresso | Eliminato da  | Tempo |
| --------------- | ----------------- | ----------- | ------------- | ----- |
| 1°              | Randy Orton       | 2°          | Kofi Kingston | 08:55 |
| 2°              | Kofi Kingston     | 4°          | Sheamus       | 23:35 |
| 3°              | Jeff Hardy        | 1°          | Drew McIntyre | 25:15 |
| 4°              | Sheamus           | 6°          | AJ Styles     | 30:15 |
| 5°              | AJ Styles         | 5°          | Drew McIntyre | 31:10 |
| Vincitore       | Drew McIntyre (c) | 3°          | —             | 31:10 |